# چمدان (فیلم ۲۰۲۴)
کری-آن (انگلیسی: Carry-On) یک فیلم اکشن آمریکایی محصول ۲۰۲۴ به کارگردانی ژائومه کولت-سرا و نویسندگی تی.جی. فیکسمن است. در آن تارون اجرتون، سوفیا کارسون، دنیل ددوایلر و جیسون بیتمن به ایفای نقش پرداخته‌اند. داستان آن روایتگر افسر جوان اداره امنیت حمل و نقل است که در شب کریسمس اجازهٔ ورود نوعی عامل عصبی به هواپیما را می‌دهد.
کری-آن در ۱۳ دسامبر ۲۰۲۴ توسط نتفلیکس منتشر شد. این فیلم نقدهای مثبتی از سوی منتقدان دریافت کرد.

## داستان
یک مسافر مرموز به مأمور جوان اداره امنیت حمل و نقل باج می‌دهد تا اجازه دهد بسته‌ای خطرناک از امنیت عبور کند و به پرواز روز کریسمس برود.
همسر مأمور جوان باردار است و در فرودگاه کار می کند. همین امر موجب باز شدن پای وی به ماجرا می شود.
تلاش برای حفظ خانواده ارزش محوری فیلم است.

## تولید
فیلمبرداری در سپتامبر ۲۰۲۲ در نیواورلئان آغاز شد و در اواخر ژانویه ۲۰۲۳ به پایان رسید.

## پخش
کری-آن در ۱۳ دسامبر ۲۰۲۴ توسط نتفلیکس منتشر شد.

## بازخورد نقادانه
در وبگاه جمع‌آوری نقد راتن تومیتوز، ٪۸۶ از ۴۴ بررسی منتقدان مثبت است و میانگینِ امتیاز آن ۶٫۸۰/۱۰ است. این فیلم در متاکریتیک که از میانگین وزنی استفاده می‌کند، بر اساس نظر ۲۲ منتقدین امتیاز ۶۷ از ۱۰۰ را کسب کرده که نشان‌گر «نقدهای عموماً مطلوب» است.